# Seán Keenan
Seán Keenan, född 1914, död 1993, var en nationalistisk politiker och medlem av Sinn Féin. Han blev fängslad tre gånger för sina politiska aktiviteter och satt totalt 15 år av sitt liv i fängelse. Han var mellan 1969 och 1972 ledare av fristaten Free Derry i Nordirland. Han var fram till sin död hedersvicepresident i Sinn Féin.[källa behövs] Han var gift med Nancy (d: 1970). Hans son Colm avled i tjänsten 1972 hans andra son Sean, även han aktiv inom Sinn Féin, avled i cancer 2006.

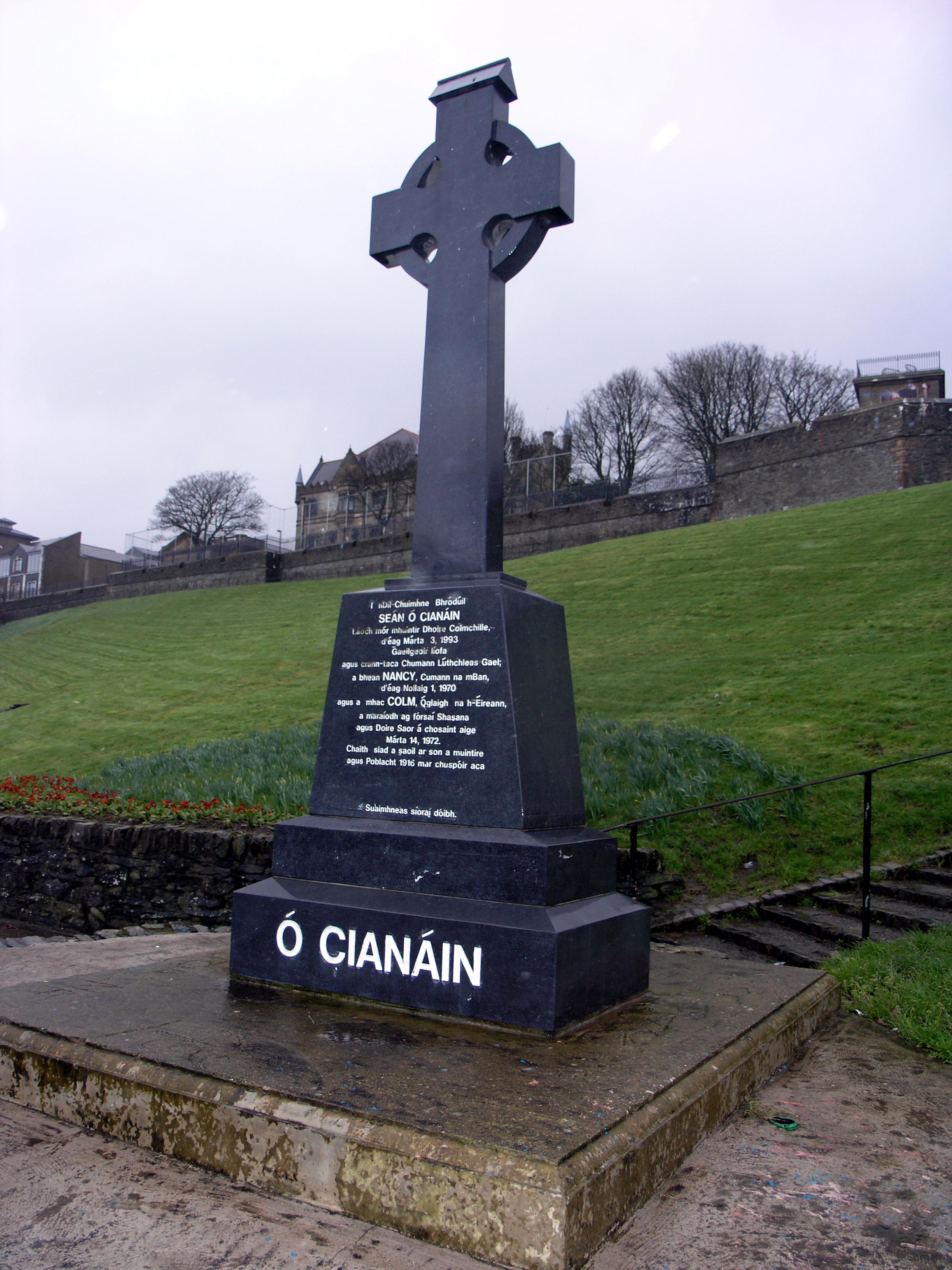
Keenans minnesplats i Bogside, Derry